# 산청군
산청군(山淸郡)은 대한민국 경상남도 중서부에 있는 군이다. 군청 소재지는 산청읍이고, 하위 행정 구역은 1읍 10면으로 구성되어 있다.

## 역사
| Daedongyeojido (Gyujanggak) 17-03.jpg |
| Daedongyeojido (Gyujanggak) 18-03.jpg |

산음(山陰)/산청(山淸)과 단성(丹城)의 두 고을이 합친 군으로, 산음(산청)은 신라의 지품천현(知品川縣)이며 경덕왕 때 산음으로 고려 공양왕 때 감무, 조선 때에는 현감을 두었다. 1767년 산청으로 개칭되고 고종 3년(1895) 군으로 되었고, 1914년 단성군을 병합하였다. 단성군은 신라의 궐지군(闕支郡)으로 경덕왕 때 궐성으로 고쳤고 후에 군이 되었다. 그 후 많은 변천 끝에 1914년 산청군에 병합되었다.
- 산음현(山陰縣)
  - 산음현에 대한 최초의 기록은 삼국사기(三國史記) 지리지(地理志)에 나타난다. 삼국을 통일한 신라가 지방관제로서 9주 5소경을 완성한 것은 문무왕(文武王) 17년에서 신문왕 17년이었다. 경덕왕 16년에 이 고장 명칭이었던 지품천현(知品川縣)을 산음현(山陰縣)으로 개칭하여 궐성군(闕城郡) 소속게 하였으며 그 후 현치(縣治)도 남쪽에서 북쪽으로 옮겨서 지금의 생초 "곱내"에 두어지게 되었다.

고려시대에 있어 그 초기에는 신라시대 제도를 계승하였으나 8대 현종 때 지방제도가 완성됨에 따라 산음(山陰)과 단계(丹溪)는 합천(陜川)에, 강성(江城)은 진주(晋州)에 소속케 되었다. 그러나 고려의 마지막 임금 공양왕 2년에 산음현과 강성현에는 중앙에서 감무(監務)가 파견되어 통치케 하였다. 감무란 현감을 두지 않은 작은 현의 행정책임자를 말한다. 이 때 산음과 강성은 독립현이 되어 합주와 진주의 관할로부터 벗어났다. 그리고 단계는 이때 합주로부터 강성현에 소속케 되었다.
태조 이성계는 건국직후 중앙집권화를 강화하게 되는데 산청에 있어선 현치(縣治)를 고읍(古邑)에서 신읍(新邑)으로 옮긴 다음 최초의 감무(監務)가 파견케 되었다. 조선 14대 선조 32년 왜구(倭寇)의 분탕으로 단성이 일시 산음현에 통합되었으며 이 해는 정유재란(1597年)이 일어난지 2년 뒤였다. 단성은 15년 후에 독립군으로 복귀했다.
산음현은 다른 지역과 마찬가지로 한말의 일제침략 과정에서 큰 변동을 겪게 되었다. 갑오경장후 고종 32年(1895년)에 단성과 함께 각각 군으로 승격되었다. 을사늑약을 맺은 다음해인 광무 10년 1906년(병오) 9月 24日 칙령 제49호로 진주군에서 파지(巴只), 백곡(栢谷), 금만(金萬), 사월(沙月), 삼장(三壯), 시천(矢川)의 육면(六面)을 분할받아 군의 규모가 배가된 것이다.
- 단성현(丹城縣)
  - 삼국사기에 나타난 단성 최초의 명칭은 궐지군(闕支郡)이다. 경덕왕 16년(757년) 궐지군은 궐성군(闕城郡)으로 명칭되어 이때의 현치(縣治)는 성내리(城內里)에 있었다. 궐성군은 산음(山陰) 단계(丹溪) 두 현을 속현으로 삼았다(757~1018의 261년간이다.) 고려시대에 들어 강성현(江城縣)으로 개명되어 치소(治所)를 강누(江樓)로 옮겼다.
- 1906년 진주군에서 분할되어 있던 삼장면과 시천면 각각 합쳐져 먼저 산청군에 통합된 것으로 보인다.
- 1914년 4월 1일 단성군이 산청군에 통합되었다.

| 부령 제111호 |                                                                |               |
| 구 행정구역  | 구 행정구역                                                    | 신 행정구역   |
| 산청군       | 군내면(郡內面), 월동면(月洞面)                                 | 군월면 일원   |
| 산청군       | 수곡면(水谷面), 지곡면(知谷面)                                 | 지수면 일원   |
| 산청군       | 생림면(生林面), 초곡면(草谷面), 모호면(毛好面), 고읍면(古邑面) | 생초면 일원   |
| 산청군       | 차현면(車峴面), 황산면(黃山面)                                 | 차황면 일원   |
| 산청군       | 부곡면(釜谷面), 오곡면(梧谷面)                                 | 오부면 일원   |
| 산청군       | 서상면(西上面), 서하면(西下面), 금석면(今石面)                 | 금서면 일원   |
| 산청군       | 시천면(矢川面)                                                 | 시천면 일원   |
| 산청군       | 금만면(金萬面), 백곡면(柏谷面), 사월면(沙月面), 파지면(巴只面) | 단성면 일원   |
| 단성군       | 현내면(縣內面), 원당면(元堂面)                                 | 단성면 일원   |
| 단성군       | 생비량면(生比良面)                                             | 생비량면 일원 |
| 단성군       | 신등면(新等面), 법물면(法勿面)                                 | 신등면 일원   |
| 단성군       | 도산면(都山面), 오동면(悟洞面)                                 | 도산면 일원   |
| 단성군       | 북동면(北洞面)                                                 | 북동면 일원   |
| 조선총독부령 제111호 |             |                                                                            |
| 구 행정구역 | 신 행정구역 | 신 행정구역                                                                |
| 산청군 지곡면(知谷面) 내동/금당동/신기동/(단성군 현내면)어목동 일부 | 지수면      | 내리                                                                       |
| 산청군 수곡면(水谷面) 내수동/초암동, 묵곡동/자자동 일부, 범학동/심거동/당기동/자자동 일부/정곡동 일부/내정동 일부, 병정동/가촌동, 부동, 정곡동 일부/내정동 일부/자자동 일부, 척지동                      | 지수면      | 내수리, 묵곡리, 범학리, 병정리, 부리, 정곡리, 척지리                       |
| 산청군 초곡면(草谷面) 계남동/토점동/상둔동/하둔동/어서동 일부, 구평동/원기동/대평동, 노은동/노간동/중촌동/신기동, 향양동/고촌동/어운동/자재동                                                            | 생초면      | 계남리, 구평리, 노은리, 항양리                                             |
| 산청군 생림면(生林面) 신연동/송정동, 월곡동/내곡동/황지동/압수동 | 생초면      | 신연리, 월곡리                                                             |
| 산청군 모호면(毛好面) 갈전동/율촌동 일부, 대포동, 평촌동/보동/내동/상신동 일부/율촌동 일부 | 생초면      | 갈전리, 대포리, 평촌리                                                     |
| 산청군 고읍면(古邑面) 상촌동/중촌동 일부, 보전동 일부/하촌동 일부/중촌동 일부/강정동/(초곡면)어서동 일부, 보전동 일부/하촌동 일부/중촌동 일부/(모호면)상신동 일부                                        | 생초면      | 상촌리, 어서리, 하촌리                                                     |
| 산청군 군내면(郡內面) 옥동 일부/남동/사동, 새동/옥동 일부, 지동/덕촌동/(월동면)모고동 일부 | 군월면      | 옥동, 새동, 지리                                                           |
| 산청군 월동면(月洞面) 모고동 일부/내곡동/운곡동, 차탄동/구교동/장재동 | 군월면      | 모고리, 차탄리                                                             |
| 산청군 차현면(車峴面) 송경동, 부동/매곡동/장위동 일부, 신기동/장기동/(황산면)창평동/황계동 일부, 우사동/묵계동/진기동, 장위동 일부/궁소동 일부                                                           | 군월면      | 송경리                                                                     |
| 산청군 차현면(車峴面) 송경동, 부동/매곡동/장위동 일부, 신기동/장기동/(황산면)창평동/황계동 일부, 우사동/묵계동/진기동, 장위동 일부/궁소동 일부                                                           | 차황면      | 부리, 신기리, 우사리, 장위리                                               |
| 산청군 황산면(黃山面) 법평동, 상중동, 실매동/점남동 일부/삼거동 일부, 양곡동/지동/황계동 일부/(차현면)판계동, 장박동/삼거동 일부/점남동 일부/(삼가군 신지면)소야동 일부                                  | 차황면      | 법평리, 상중리, 실매리, 양곡리, 장박리                                     |
| 산청군 오곡면(梧谷面) 내곡동/북동/선양동/토점동, 방곡동/중촌동/금곡동/외일물동 일부/(차현면)궁소동 일부, 양촌동/음촌동/면막동, 내일물동/외일물동 일부                                                    | 오부면      | 내곡리, 방곡리, 양촌리, 일물리                                             |
| 산청군 부곡면(釜谷面) 대현동 일부, 오전동/중촌동 일부, 왕촌동/노전동/중촌동 일부/오휴동 일부, 중촌동 일부/오휴동 일부/대현동 일부                                                                        | 오부면      | 대현리, 오전리, 왕촌리, 중촌리                                             |
| 산청군 서상면(西上面) 가등동/방곡동 일부, 오봉동, 자혜동/진기동 | 금서면      | 방곡리, 오봉리, 자혜리                                                     |
| 산청군 서하면(西下面) 신아동/구아동/쌍효동, 주상동, 화계동/화산동 | 금서면      | 신아리, 주상리, 화계리                                                     |
| 산청군 금석면(今石面) 매촌동/신풍동/창후동/대장동, 수철동/원동, 지막동/신촌동/중촌동, 특촌동/덕촌동/사평동, 평촌동/하양동, 향양동/중대동                                                                 | 금서면      | 매촌리, 수철리, 지막리, 특리, 평촌리, 향양리                               |
| 산청군 시천면(矢川面) 원동/국동, 사동 일부, 내송동/추공동/판공동/신공동, 외공동/점동, 반천동, 신천동, 동당동 일부, 중산동/동당동 일부, 내대동                                                            | 시천면      | 원리, 사리, 천평리, 내공리, 외공리, 반천리, 신천리, 동당리, 중산리, 내대리 |
| 산청군 금만면(金萬面) 백운동/창촌동 일부/(시천면)사동 일부, 자양동, 가방동/창촌동 일부/(백곡면)묘동 일부                                                                                                 | 단성면      | 백운리, 자양리, 창촌리                                                     |
| 산청군 백곡면(柏谷面) 당산동/묘동 일부/대우동 일부, 호동/신기동 | 단성면      | 당산리, 호리                                                               |
| 산청군 사월면(沙月面) 길동 일부/원정동 일부/(단성군 원당면)입석동 일부, 남사동/길동 일부, 점동/운동 일부/원정동 일부                                                                                     | 단성면      | 길리, 남사리, 운리                                                         |
| 산청군 파지면(巴只面) 관정동/덕동 일부/(진주군 대평면)대평동 일부/(진주군 대각면)자매동 일부, 소남동/동촌동                                                                                              | 단성면      | 관정리, 소남리                                                             |
| 단성군 현내면(縣內面) 강누동 일부/교동, 방목동 일부, 성내동/남산동/강누동 일부, 청계동/용두동/(산청군 사월면)운동 일부/원정동 일부                                                                       | 단성면      | 강누리, 방목리, 성내리, 청계리                                             |
| 단성군 원당면(元堂面) 문법동/입석동 일부, 묵곡동/(진주군 오산면)묵곡동, 배양동/사월동 | 단성면      | 입석리, 묵곡리, 사월리                                                     |
| 단성군 신등면(新等面) 고옹점동/간공동 일부/사정동 일부, 두곡동/단계동 일부/(도산면)벽계동 일부, 구평동/사정동 일부/간공동 일부/(법물면)평지동 일부, 양전동/수청동/원계동/단계동 일부/(법물면)장천동 일부 | 신등면      | 간공리, 단계리, 사정리, 양전리                                             |
| 단성군 법물면(法勿面) 가술동/거동/청산동, 모례동/척지동 일부, 상법동, 율현동/척지동 일부, 이교동/손목동/장천동 일부/내당동 일부, 철수동, 평지동 일부/내당동 일부                                         | 신등면      | 가술리, 모례리, 상법리, 율현리, 장천리, 철수리, 평지리                     |
| 단성군 생비량면(生比良面) 가계동/법평동, 고치동/대둔동/도동, 상맥동/제보동/(삼가군 아곡면)제보동 일부, 외방동/화현동                                                                                     | 생비량면    | 가계리, 도리, 제보리, 화현리                                               |
| 단성군 도산면(都山面) 어은동/쟁난동/도전동/장죽동 일부, 문대동, 소이동/벽계동 일부, 내고동/외고동, 상촌동/장죽동 일부                                                                                    | 생비량면    | 도전리                                                                     |
| 단성군 도산면(都山面) 어은동/쟁난동/도전동/장죽동 일부, 문대동, 소이동/벽계동 일부, 내고동/외고동, 상촌동/장죽동 일부                                                                                    | 도산면      | 문대리, 소이리, 외고리, 장죽리                                             |
| 단성군 오동면(悟洞面) 신기동/토현동 일부, 청현동/상정동 일부, 원지동/하정동/상정동 일부 | 도산면      | 신기리, 청현리, 하정리                                                     |
| 단성군 북동면(北洞面) 갈전동/내북동, 신안동/구역동/안봉동 일부, 수월동/안봉동 일부, 외송동, 산성동/중촌동                                                                                                | 북동면      | 갈전리, 신안리, 안봉리, 외송리, 중촌리                                     |
- 1918년 군월면(郡月面), 지수면(知水面)을 산청면으로 합면하였다.[3]
- 1928년 4월 1일 도산면과 북동면이 신안면으로 합면하였다.[4]
- 1967년 지리산국립공원이 지정되었다.
- 1973년 7월 1일 신등면의 상법리, 철수리가 차황면으로 편입되었다.
- 1979년 5월 1일 산청면이 산청읍으로 승격되었다.[5]
- 1983년 2월 15일 하동군 옥종면 중태리가 시천면으로 편입되었다.

## 지리
경상남도의 중서부에 위치하며 소백산맥과 그 지맥에 둘러싸인 산간분지로 지리산(1,915m), 황매산(1,104m)·웅석봉(熊石峯, 1,099m) 등 높은 산이 솟아 있다. 면적 794.61km2, 인구 3만 5,903명(2015.01 기준)이다. 역내를 남강의 상류 경호강·덕천강·양천강 등이 흘러 그 유역에 침식분지를 발달시켰다. 

### 지질

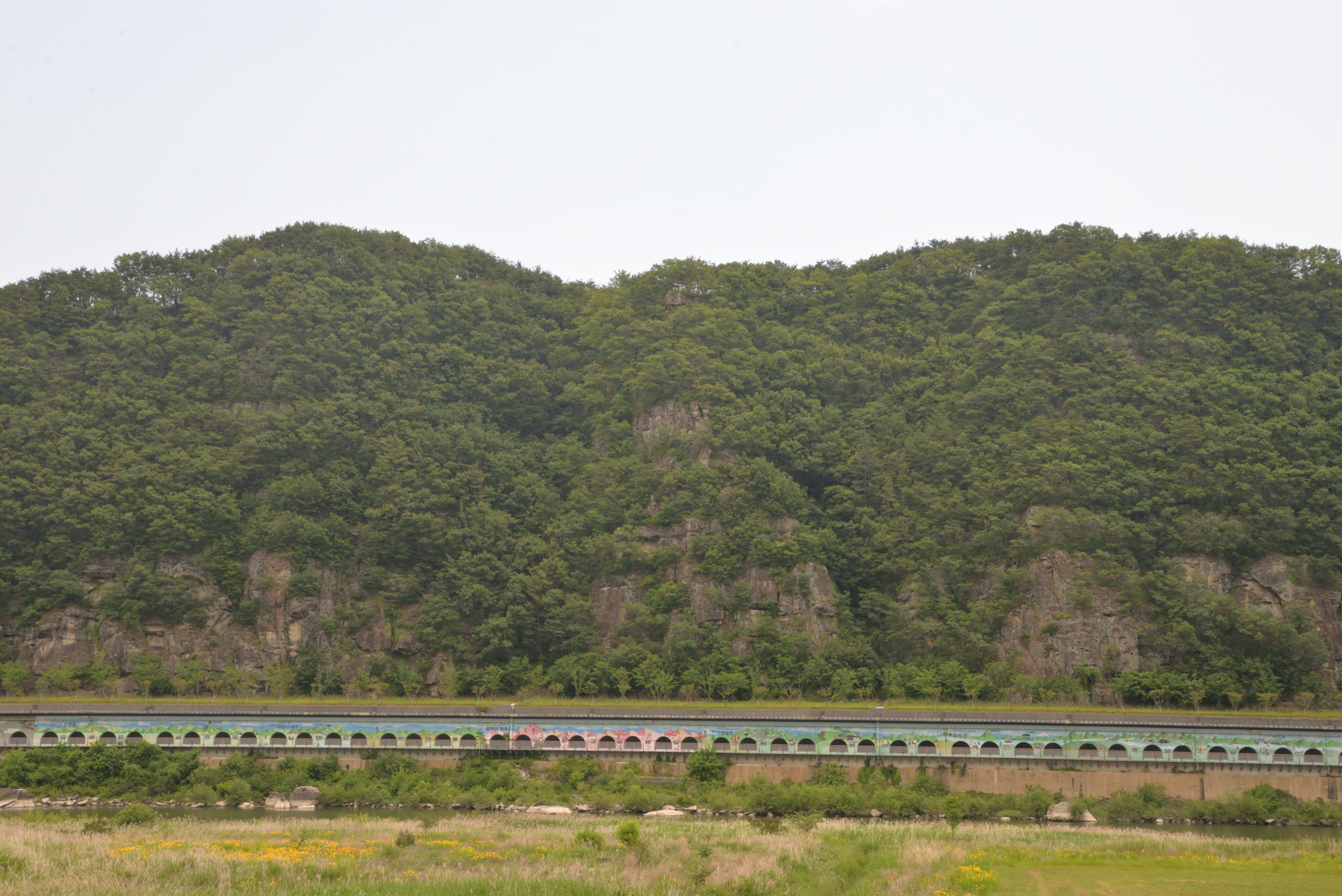
경상 누층군 낙동층으로 구성된 적벽산

산청군의 동부는 경상 누층군 낙동층의 지층이며 혈암·사암·역암 등이 분포되어 있고, 서부 지리산 일대의 지질은 영남 지괴의 편마암이다.

### 기후
남쪽에 위치하여 온난하나 산간지방에는 한서의 교차가 크다. 연평균기온은 13 °C, 1월 평균기온은 0.4 °C, 8월 평균기온은 25.1 °C, 연평균 강수량은 1,556.2mm이다.
| 산청기상관측소 (산청군 산청읍 지리, 해발 138.22m)의 기후 | 산청기상관측소 (산청군 산청읍 지리, 해발 138.22m)의 기후 | 산청기상관측소 (산청군 산청읍 지리, 해발 138.22m)의 기후 | 산청기상관측소 (산청군 산청읍 지리, 해발 138.22m)의 기후 | 산청기상관측소 (산청군 산청읍 지리, 해발 138.22m)의 기후 | 산청기상관측소 (산청군 산청읍 지리, 해발 138.22m)의 기후 | 산청기상관측소 (산청군 산청읍 지리, 해발 138.22m)의 기후 | 산청기상관측소 (산청군 산청읍 지리, 해발 138.22m)의 기후 | 산청기상관측소 (산청군 산청읍 지리, 해발 138.22m)의 기후 | 산청기상관측소 (산청군 산청읍 지리, 해발 138.22m)의 기후 | 산청기상관측소 (산청군 산청읍 지리, 해발 138.22m)의 기후 | 산청기상관측소 (산청군 산청읍 지리, 해발 138.22m)의 기후 | 산청기상관측소 (산청군 산청읍 지리, 해발 138.22m)의 기후 | 산청기상관측소 (산청군 산청읍 지리, 해발 138.22m)의 기후 |
| 월                                                       | 1월                                                      | 2월                                                      | 3월                                                      | 4월                                                      | 5월                                                      | 6월                                                      | 7월                                                      | 8월                                                      | 9월                                                      | 10월                                                     | 11월                                                     | 12월                                                     | 연간                                                     |
| -------------------------------------------------------- | -------------------------------------------------------- | -------------------------------------------------------- | -------------------------------------------------------- | -------------------------------------------------------- | -------------------------------------------------------- | -------------------------------------------------------- | -------------------------------------------------------- | -------------------------------------------------------- | -------------------------------------------------------- | -------------------------------------------------------- | -------------------------------------------------------- | -------------------------------------------------------- | -------------------------------------------------------- |
| 역대 최고 기온 °C (°F)                                   | 16.9 (62.4)                                              | 24.4 (75.9)                                              | 26.2 (79.2)                                              | 31.5 (88.7)                                              | 36.4 (97.5)                                              | 35.5 (95.9)                                              | 39.3 (102.7)                                             | 38.8 (101.8)                                             | 35.6 (96.1)                                              | 30.0 (86.0)                                              | 26.5 (79.7)                                              | 21.0 (69.8)                                              | 39.3 (102.7)                                             |
| 일평균 최고 기온 °C (°F)                                 | 6.1 (43.0)                                               | 8.9 (48.0)                                               | 13.7 (56.7)                                              | 19.8 (67.6)                                              | 24.7 (76.5)                                              | 27.5 (81.5)                                              | 29.5 (85.1)                                              | 30.2 (86.4)                                              | 26.5 (79.7)                                              | 21.7 (71.1)                                              | 15.0 (59.0)                                              | 8.3 (46.9)                                               | 19.3 (66.7)                                              |
| 일일 평균 기온 °C (°F)                                   | 0.4 (32.7)                                               | 2.4 (36.3)                                               | 6.9 (44.4)                                               | 12.8 (55.0)                                              | 17.8 (64.0)                                              | 21.6 (70.9)                                              | 24.7 (76.5)                                              | 25.1 (77.2)                                              | 20.3 (68.5)                                              | 14.1 (57.4)                                              | 7.9 (46.2)                                               | 2.1 (35.8)                                               | 13.0 (55.4)                                              |
| 일평균 최저 기온 °C (°F)                                 | −4.4 (24.1)                                              | −3.2 (26.2)                                              | 0.8 (33.4)                                               | 6.1 (43.0)                                               | 11.3 (52.3)                                              | 16.7 (62.1)                                              | 21.1 (70.0)                                              | 21.4 (70.5)                                              | 15.9 (60.6)                                              | 8.5 (47.3)                                               | 2.3 (36.1)                                               | −2.9 (26.8)                                              | 7.8 (46.0)                                               |
| 역대 최저 기온 °C (°F)                                   | −14.6 (5.7)                                              | −13.7 (7.3)                                              | −9.5 (14.9)                                              | −4.7 (23.5)                                              | 1.6 (34.9)                                               | 8.3 (46.9)                                               | 12.7 (54.9)                                              | 9.5 (49.1)                                               | 5.0 (41.0)                                               | −2.4 (27.7)                                              | −9.1 (15.6)                                              | −12.6 (9.3)                                              | −14.6 (5.7)                                              |
| 평균 강수량 mm (인치)                                    | 24.4 (0.96)                                              | 40.9 (1.61)                                              | 66.8 (2.63)                                              | 106.5 (4.19)                                             | 105.5 (4.15)                                             | 172.4 (6.79)                                             | 328.5 (12.93)                                            | 362.3 (14.26)                                            | 207.2 (8.16)                                             | 74.2 (2.92)                                              | 43.6 (1.72)                                              | 23.9 (0.94)                                              | 1,556.2 (61.27)                                          |
| 평균 강수일수 (≥ 0.1 mm)                                 | 4.6                                                      | 5.0                                                      | 7.3                                                      | 8.6                                                      | 8.7                                                      | 9.9                                                      | 14.4                                                     | 14.5                                                     | 9.2                                                      | 5.0                                                      | 6.2                                                      | 4.6                                                      | 98.0                                                     |
| 평균 상대 습도 (%)                                       | 55.5                                                     | 54.1                                                     | 55.5                                                     | 56.7                                                     | 62.0                                                     | 70.7                                                     | 78.0                                                     | 78.0                                                     | 75.8                                                     | 69.9                                                     | 64.7                                                     | 58.3                                                     | 64.9                                                     |
| 평균 월간 일조시간                                       | 170.4                                                    | 183.0                                                    | 212.1                                                    | 220.2                                                    | 233.5                                                    | 185.2                                                    | 160.1                                                    | 166.0                                                    | 162.4                                                    | 185.9                                                    | 162.1                                                    | 158.1                                                    | 2,199                                                    |
| 출처: 기상청 (평년값: 1991년~2020년, 극값: 1972년~현재)  |                                                          |                                                          |                                                          |                                                          |                                                          |                                                          |                                                          |                                                          |                                                          |                                                          |                                                          |                                                          |                                                          |

## 행정 구역
산청군의 행정 구역은 1읍, 10면을 관할한다. 2015년 1월 31일을 기준으로 인구는 17,824세대, 35,903명이고 그 중 18.6%가 산청읍에 거주한다.
| 읍면     | 한자     | 면적   | 세대   | 인구   | 행정 지도 |
| -------- | -------- | ------ | ------ | ------ | --------- |
| 산청읍   | 山淸邑   | 68.84  | 3,374  | 6,963  |           |
| 차황면   | 車黃面   | 48.74  | 834    | 1,517  |           |
| 오부면   | 梧釜面   | 35.06  | 595    | 1,122  |           |
| 생초면   | 生草面   | 52.99  | 1,227  | 2,227  |           |
| 금서면   | 今西面   | 76.33  | 1,546  | 2,912  |           |
| 삼장면   | 三壯面   | 103.26 | 993    | 1,902  |           |
| 시천면   | 矢川面   | 127.71 | 2,134  | 4,290  |           |
| 단성면   | 丹城面   | 108.68 | 3,122  | 5,728  |           |
| 신안면   | 新安面   | 72.18  | 2,705  | 5,988  |           |
| 생비량면 | 生比良面 | 43.97  | 716    | 1,241  |           |
| 신등면   | 新等面   | 56.88  | 1,217  | 2,198  |           |
| 산청군   | 山淸郡   | 794.74 | 18,463 | 36,088 |           |

## 군청
- 현재 산청군청은 경상남도 산청군 산청읍에 위치하고 있다.

## 산업
농업이 주업이며 쌀·보리·콩의 생산이 많다. 지리산 기슭에는 목재·한지·목기·죽기의 산출이 있다. 한편, 양잠이 자연적 특성에 맞아 잠업단지를 조성하여 많은 수익을 올리고 있으며, 기타 산간 지방에서는 그 지역의 실정에 맞는 밤나무·축산 등의 단지가 조성되어 있다.지하자원으로서는 고령토 생산이 하동군을 앞서는데, 대명·특리·단성·오서·산청 등의 광산이 유명하며 이를 재료로 한 요업이 활발하다.
금서면에 카이 조립 공장 위치.
산청은 지리적으로 애매한 위치에 있어서 기업이 많지 않은편이다. 산청에 있는 대표적인 기업으로는, 율곡, 미래항공, 지에스전선, 지리산산청샘물, 아이스올리, 산청푸드, 산청음료, 디에이치엠 등이 있다. 항공 관련 기업이 꽤 있는 편이다.

## 문화·관광

### 산·계곡

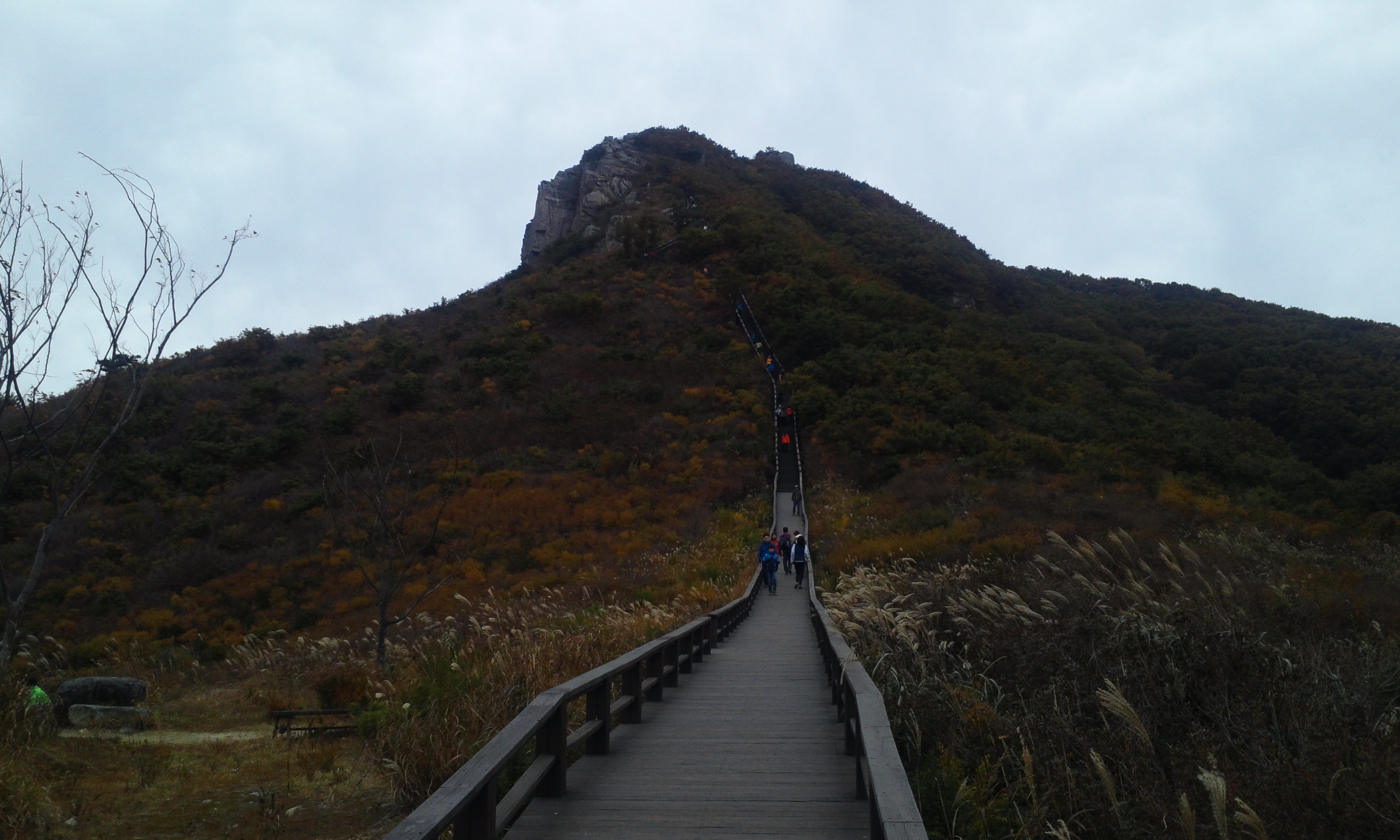
황매산

- 경호강[9]
- 지리산[10]

- 황매산
- 대원사계곡

### 문화재
- 구형왕릉
- 산청 목면시배 유지
- 율곡사 괘불탱
- 율곡사 대웅전
- 율곡사 목조아미타삼존불좌상
- 대원사 다층석탑
- 내원사 삼층석탑
- 법계사 삼층석탑
- 대포리 삼층석탑
- 석남암사지 석조비로자나불좌상
- 단속사지 동·서 삼층석탑

#### 시천면
- 남명조식유적지

#### 금서면
- 동의보감촌

#### 단성면
- 남사예담촌

### 축제

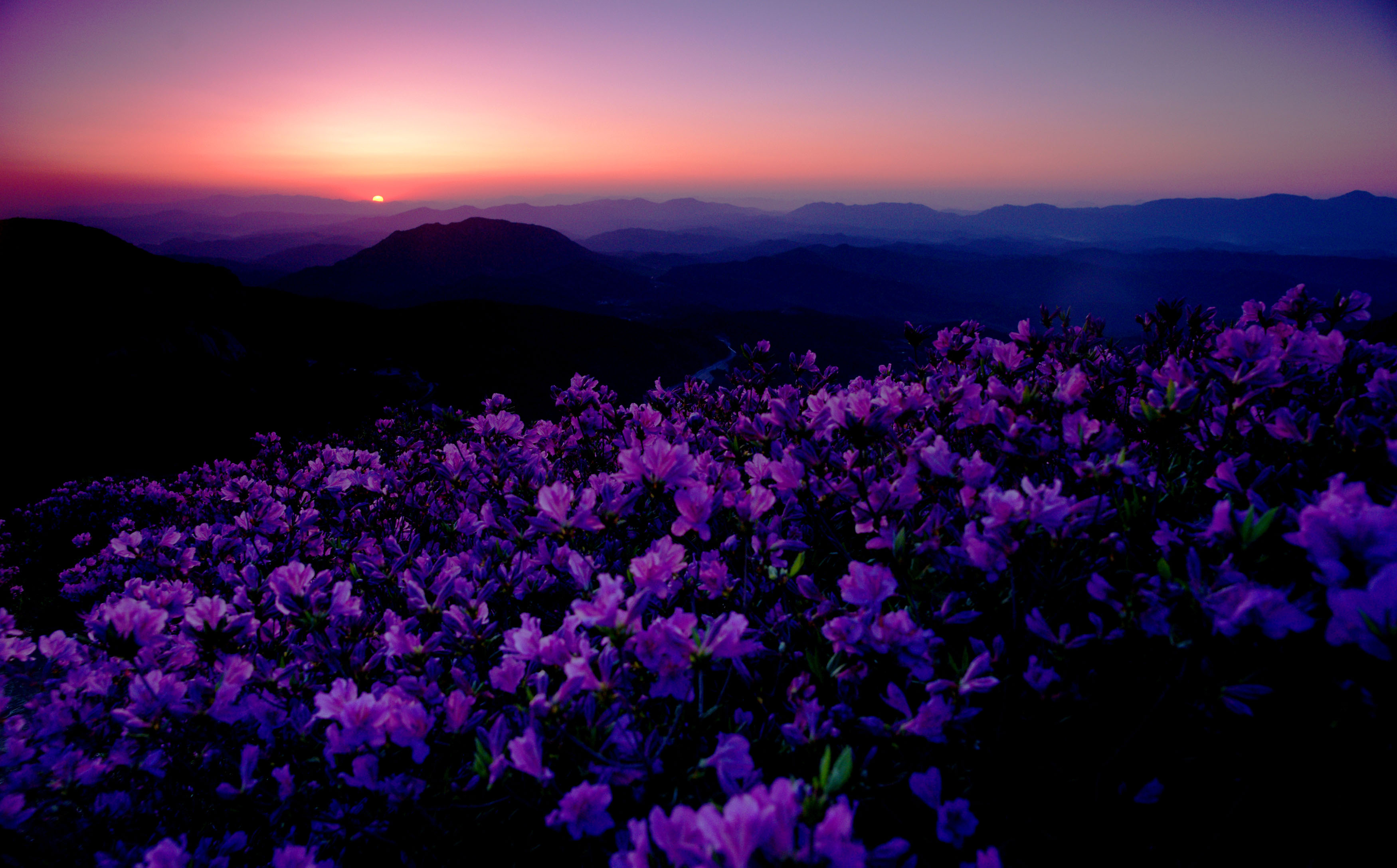
황매산 철쭉

- 황매산철쭉제 : 매년 4월말부터 5월초까지 황매산 기슭에서 철쭉축제가 열린다. 철쭉사진전시, SNS 홍보이벤트 등 다양한 행사들이 함께 열린다.[11]

## 교통
고속도로로는 통영대전고속도로가 있다. 국도로는 국도 제3호선, 국도 제20호선, 국도 제33호선, 국도 제59호선이 있다. 산청교통에서 농어촌버스를 운행 중이다. 철도 교통으로는 일제 강점기 때 대전에서 함양을 거쳐 산청군을 통과하는 대삼선이, 해방 후 김천에서 함양을 거쳐 산청군을 통과하는 김삼선이 계획되었으나 도중에 공사가 중단되었다. 이후 김천에서 합천을 거쳐 진주로 가는 남부내륙선 계획이 수립되었고, 최종적으로 산청군 동부의 생비량면을 통과하는 것으로 결정했으며, 선로용량 확충을 위해 산청신호장을 설치하기로 결정했다.

## 자매 도시
- 대한민국 서울특별시 서초구
- 대한민국 부산광역시 금정구
- 대한민국 대전광역시 유성구
- 대한민국 경상남도 창원시
- 대한민국 전라남도 영암군
- 필리핀 벵게트주 바기오 시
- 중화인민공화국 안후이성 황산시

## 참고 문헌
- 이 문서에는 다음커뮤니케이션(현 카카오)에서 GFDL 또는 CC-SA 라이선스로 배포한 글로벌 세계대백과사전의 내용을 기초로 작성된 글이 포함되어 있습니다.